# Chiesa della Natività della Beata Vergine Maria (Ragogna)
La chiesa di Santa Maria Nascente è la parrocchiale di Pignano, frazione del comune di Ragogna, in provincia ed arcidiocesi di Udine, ed è posta sulla sommità di un rilievo, a cui si accede lungo una scalinata in pietra costruita nel 1904.

## Storia
Sul luogo sorgeva un edificio dedicato alla Natività consacrato nel 1485. Il campanile, realizzato in pietra di Ragogna, è invece del 1510 (restaurato nel 1883).

## Esterno

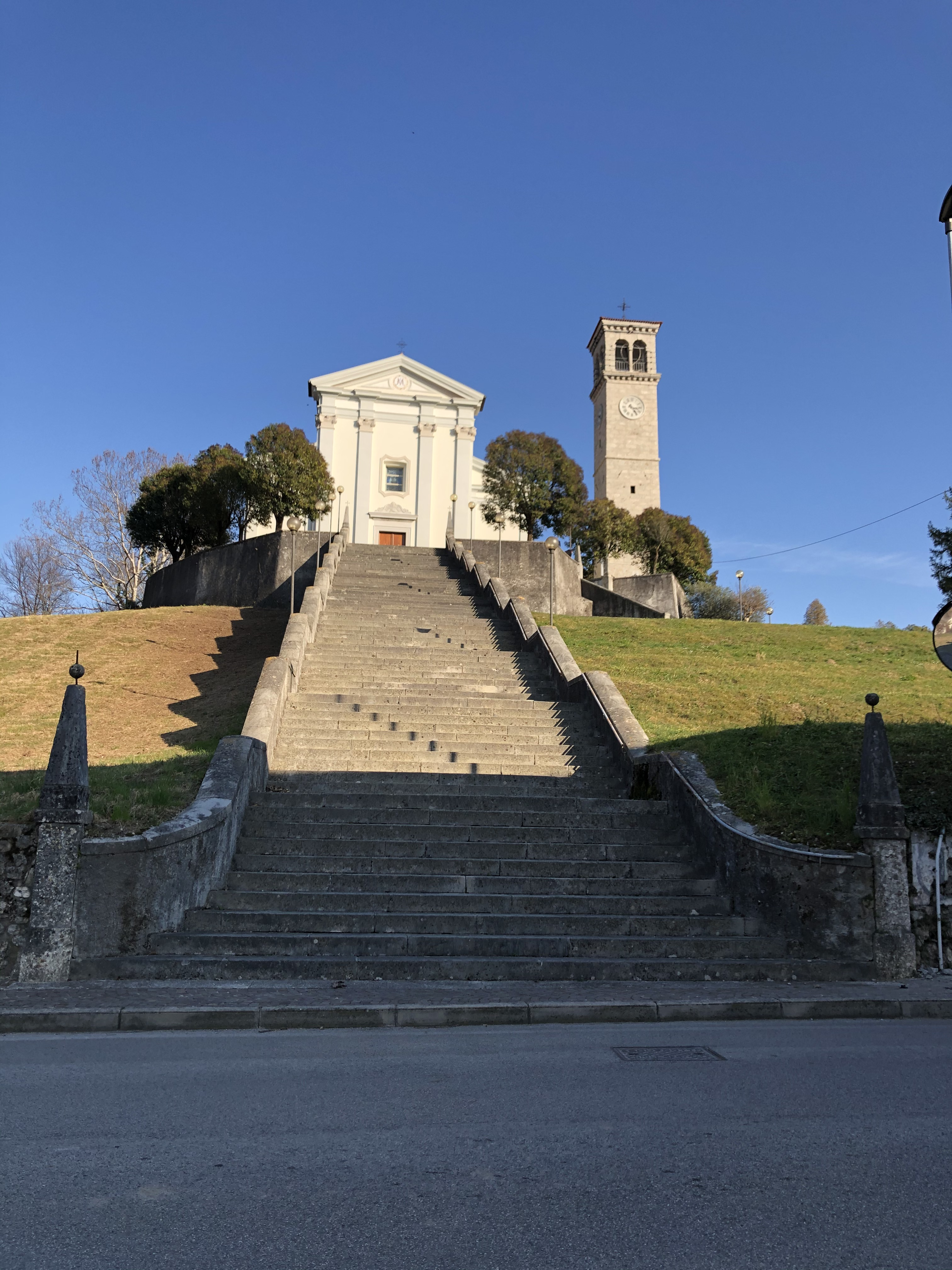
La scalinata e la chiesa

La chiesa presenta un'imponente facciata, sopra il cui ingresso una lapide datata 1838 ricorda che fu costruita con oblazione spontanea degli abitanti di Pignano.

## Interno
L'interno è costituito da tre navate e abside secondo la classica impostazione delle chiese friulane del XIX secolo. L'interno presenta l'altare maggiore, realizzato nel 1799 da Daniele Sabbadini di Pinzano; mentre nelle pareti laterali del coro vi sono gli affreschi dell'osovano Domenico Fabbris raffiguranti la Nascita di Gesù e la Resurrezione, risalenti al 1893; dello stesso pittore è l'affresco del soffitto rappresentante l'Assunta.
Di particolare interesse sono gli affreschi eseguiti da Gianfrancesco da Tolmezzo nel 1502 e che raffigurano gli Apostoli e un trittico con la Vergine, San Sebastiano e San Leonardo.